# Közbevetett mondat
A mondattanban a közbevetett mondat terminus olyan mondatot nevez meg, amely összetett mondat tagmondata, de nincs szintaktikai viszonyban az összetett mondat többi részével. A közbevetett mondat megszakítása annak a mondattani szerkezetnek, amelyben megjelenik, a főmegnyilatkozó különféle célokkal való beavatkozását képezi egy másik megnyilatkozó vagy a saját megnyilatkozásába.
A közbevetett mondat olykor egy másik tagmondatba, máskor két tagmondat közé van beszúrva, megint máskor az összetett mondat utolsó, ritkábban az első tagmondata. A beszédben különbözik az összetett mondat többi részétől alacsonyabb hangmagasságú hanglejtésével és olykor másmilyen beszédtempójával. Ugyanakkor szünetek képezik a határait. Írásban ezeket, nyelvtől is függően, gömbölyű zárójel, gondolatjelek (félkvirtmínusz, kvirtmínusz) vagy vesszők képviselik, esetleg az utóbbi kettő kombinációja.

## Közbevetett mondatok céljuk szerint

### A független beszéd visszaadása
A közbevetett mondatok egyik csoportja a főmegnyilatkozó beavatkozásából áll legtöbbször más személy megnyilatkozásába, ritkábban a sajátjába. Gyakran fordul elő párbeszéd és monológ leírásában. Az ilyen közbevetett mondatok állítmánya mond, kérdez és gondol típusú.
Egyes nyelvekben, mint a magyar, a román vagy a BHMSz az ilyen mondatban a szórend állítmány + alany, amennyiben az utóbbit külön szó fejezi ki, tehát a szokásos fordítottja, függetlenül attól, hogy az alany főnév vagy névmás:
(magyarul) „Esik az eső” – mondta János;
(románul) Ți-am adus ziarul, zise el ’Elhoztam neked az újságot, mondta ő’;
(BHMSz) »Moji planovi«, hladno odgovori Ana, »tebe se ne tiču!« ’Az én terveim, felelte hűvösen Ana, nem vonatkoznak rád is!’;
A sztenderd francia nyelvben is ez a szórend, például:
L’argent, dit le sage, ne fait pas le bonheur ’A pénz, mondja a bölcs ember, nem boldogít’;
« Quelle buse ! » pensai-je ’Micsoda liba! – gondoltam’ (Az elbeszélő közbevetett mondat segítségével idezi, mit gondol, miközben egy általa hallgatott előadást ír le.) (Marcel Proust).
A francia nyelv népi regiszterében viszont a szórend alany + állítmány, az alany személyes névmás lévén, pl. Tu vois, il a dit à l’amoureux, ça c’est ma femme ’Látod? – mondta a szerelmesnek – ez itt a feleségem’ (Jean Giono). Sokszor ebben a regiszterben a mondatot a que kötőszó vezeti be: Siècle de vitesse ! qu’ils disent ’A sebesség százada! – mondják ők’ (Louis-Ferdinand Céline).
Az angol nyelvben személyes névmással a szórend alany + állítmány, pl. ’Nice to see you,’ he said ’Örvendek, hogy látlak, mondta (ő)’. Főnévvel is lehet ez a szórend, de állítmány + alany is: ’I’m afraid not,’ the woman replied/replied the woman ’Attól tartok, hogy nem, felelte a nő’.

### Információtöbblet hozzáadása
Főleg irodalmi művekben a főközlést az író magyarázatokkal, a hősök viselkedéséről, mozdulatairól, gondolatairól stb. adott információkkal szakítja meg. Példák:
(franciául) Leurs chats, et ils en avaient beaucoup, avaient chacun leur panier ’Mindegyik macskájuknak – és sok volt belőlük – megvolt a maga kosara’;
(angolul) Her new boyfriend—his name is Jacob—will be coming over tonight ’Az új barátja – neve Jacob – idejön ma este’;
(románul) Amicul nostru (mărturisesc astăzi că acela eram eu însumi)... s-a grăbit a schimba vorba ’Barátunk (ma bevallom, hogy az én magam voltam)… sietett másra terelni a szót’ (Alexandru Odobescu ).

### Modalitás kifejezése
Egyéb eszközök mellett közbevetett mondatok is kifejezhetnek modalitást, akárcsak a módosítószók, azaz a beszélő értelmi, érzelmi, akarati állásfoglalását a mondottakkal kapcsolatban (bizonyosságot, nyomatékosságot, megerősítést, bizonytalanságot, enyhítést, valószínűséget, árnyalást stb.), vagy a beszélő ilyen mondatokkal is próbálja meggyőzni valamiről, maga mellé állítani stb. a magnyilatkozása címzettjét. Példák:
(magyarul) Bözsi, úgy vélem, meggyógyult;
(franciául) Soit dit entre nous, il n’est guère consciencieux dans son travail ’Köztünk legyen mondva, (ő) nem igazán lelkiismeretes a munkájában’;
(angolul) As you know, things are difficult just now ’Mint tudod/tudjátok/tudja/tudják, a helyzet nehéz mostanában’;
(románul) Am venit, dacă vrei să mă crezi, din întâmplare ’Akár hiszed, akár nem, véletlenül jöttem ide’;
(BHMSz) Stadion — to je sada jasno — neće biti završen na vreme ’A stadion – most már világos – nem lesz kész időben’.
Egyes, elvileg modalizáló közbevetett mondatok olykor teljesen elveszítik jelentésüket, beleértve a modalizálót is, és esetleg csak időnyerés céljából használatosak, beszédtöltelékekké válnak, például:
(magyarul) mit tudom én, mondjuk;
(franciául) n’est-ce pas ’ugyebár’, comment dirais-je ’hogy is mondjam’
(angolul) I mean ’akarom mondani’, you know ’tudod’;
(románul) cum să spun ’hogy is mondjam’, știu eu ’mit tudom én’, nu-i așa? ’nem igaz?’, știi ’tudod’;
(BHMSz) znaš ’tudod’, znači ’szóval’ (szó szerint ’jelent’).